# 게이세이후나바시역
게이세이후나바시역(일본어: 京成船橋駅)은 일본 지바현 후나바시시에 있는 게이세이 전철 게이세이 본선의 역이다. 역번호는 KS22이다.
역명판 및 여객용 안내에서는, 게이세이를 생략하고 "후나바시"로 안내한다.

## 역사
당초 계획에서는 후나바시 역 이북에 역을 만들 생각이었지만 중심지에서 너무 떨어져 있다는 점에서 남쪽으로 변경되었다. 당역 부근에서는 현재 위치보다 더 직선으로 시가지를 관통할 예정이 주민의 반대로 인하여 급곡선이 생겼다.

### 연표
- 1916년 12월 30일: 후나바시역으로 영업 개시.
- 1931년 11월 18일: 게이세이후나바시역으로 역명 변경.
- 2004년 11월 27일: 우에노 방면 승강장 고가화.
- 2006년
  - 11월 25일: 나리타 방면 승강장 고가화와 동시에 역전 건널목 폐지.
  - 12월 10일: 스카이라이너 정차역이 되다.
- 2009년 3월 24일: 넥스트 후나바시 개업.
- 2010년 7월 17일: 나리타 스카이액세스 개업으로 다이아 개정에 의해서 스카이 라이너가 스카이 액세스선 경유로 변경되었고 당역을 통과하지 않는 대신으로 신설된 시티 라이너의 정차역이 됨.
- 2015년 12월 5일: 다이아 개정으로 인한 시티 라이너가 폐지되면서 새로 신설된 모닝 라이너와 이브닝 라이너의 정차역이 됨.

## 역 구조
상대식 승강장 2면 2선의 고가역. 역장배치역이다.
이전에는 과선교도 없는 지상역이었다. 그러나 열차 정차 수가 많고 나리타 방향의 "후나바시 1호 건널목"은 "열리지 않는 건널목"이 되는 것도 종종 발생하면서, 이를 해소하고자 1983년부터 가이진 ~ 후나바시케이바조 역간 2.5 km의 고가화 공사가 진행되어 왔다. 2006년 11월 25일에 궤도는 고가화되어 역 주변의 철도와의 평면 교차는 없어지게 되면서 정체가 거의 해소되었다.

### 승강장
| 1 | 게이세이 본선 | 닛포리・게이세이우에노・오시아게・ 도영 아사쿠사 선・ 게이큐 선 방면 |
| 2 | 게이세이 본선 | 게이세이쓰다누마・게이세이사쿠라・나리타 공항・ 신케이세이 선 방면   |

- 위 표의 노선명은 나리타 공항선 개업 후 여객안내의 명칭에 근거한다.
- 승강장 유효 길이는 10량분이다(10량 편성화 계획이 있었던 시티 라이너의 정차에 대응하기 위한 마지막 단계였음).
- 이전의 차내 방송에서는 당역에서 JR 선과 도부 선으로의 환승 안내를 행하고 있지 않았다.

## 이용 현황
| 승차 인원 추이 | 승차 인원 추이     | 승차 인원 추이     |
| 연도           | 1일 평균 하차 인원 | 1일 평균 승차 인원 |
| -------------- | ------------------ | ------------------ |
| 1975년         |                    | 65,333             |
| 1980년         |                    | 64,592             |
| 1985년         |                    | 64,651             |
| 1989년         |                    | 68,550             |
| 1990년         |                    | 69,820             |
| 1991년         |                    | 70,344             |
| 1992년         |                    | 69,640             |
| 1993년         |                    | 68,333             |
| 1994년         |                    | 67,088             |
| 1995년         |                    | 67,203             |
| 1996년         |                    | 59,634             |
| 1997년         |                    | 55,672             |
| 1998년         |                    | 53,488             |
| 1999년         |                    | 50,952             |
| 2000년         |                    | 49,062             |
| 2001년         |                    | 47,933             |
| 2002년         |                    | 46,254             |
| 2003년         | 91,240             | 45,289             |
| 2004년         | 89,528             | 44,999             |
| 2005년         | 88,499             | 44,485             |
| 2006년         | 87,529             | 44,086             |
| 2007년         | 88,106             | 44,225             |
| 2008년         | 91,353             | 45,729             |
| 2009년         | 92,190             | 46,136             |
| 2010년         | 91,907             | 45,940             |
| 2011년         | 91,071             | 45,492             |
| 2012년         | 92,145             | 46,002             |
| 2013년         | 93,256             | 46,542             |
| 2014년         | 92,109             | 46,000             |
| 2015년         | 93,420             |                    |

## 역 주변
보행자 데크와 재개발 빌딩인 "Face"로 본 역과 후나바시 역의 역사가 서로 연결된다. 게다가 2007년 11월 17일부터는 역 대합실과도 직결되었다. "Face"와 대합실을 잇는 연결통로는 "Face"의 2층 통로와 마찬가지로 새벽 심야 시간대는 폐쇄되므로 해당 시간대는 지상의 도로와 횡단 보도를 경유해야 한다.
- 후나바시역(소부 쾌속선·주오·소부 완행선·도부 철도 노다 선)
- 후나바시 페이스 빌딩
- 이토 요카도 후나바시점
- 도부 백화점 후나바시점
- 세이부 백화점 후나바시점
- 후나바시 로프트
- 후나바시 시민 문화 홀
- 후나바시 중앙 도서관
- 후나바시혼초 우체국
- 후나바시키타구치 우체국
- 호텔 시로
- 나카야마가쿠엔 고등학교
- 후나바시 시청
- 후나바시 시 소방국・주오 소방서
- 후나바시 우체국

## 사진

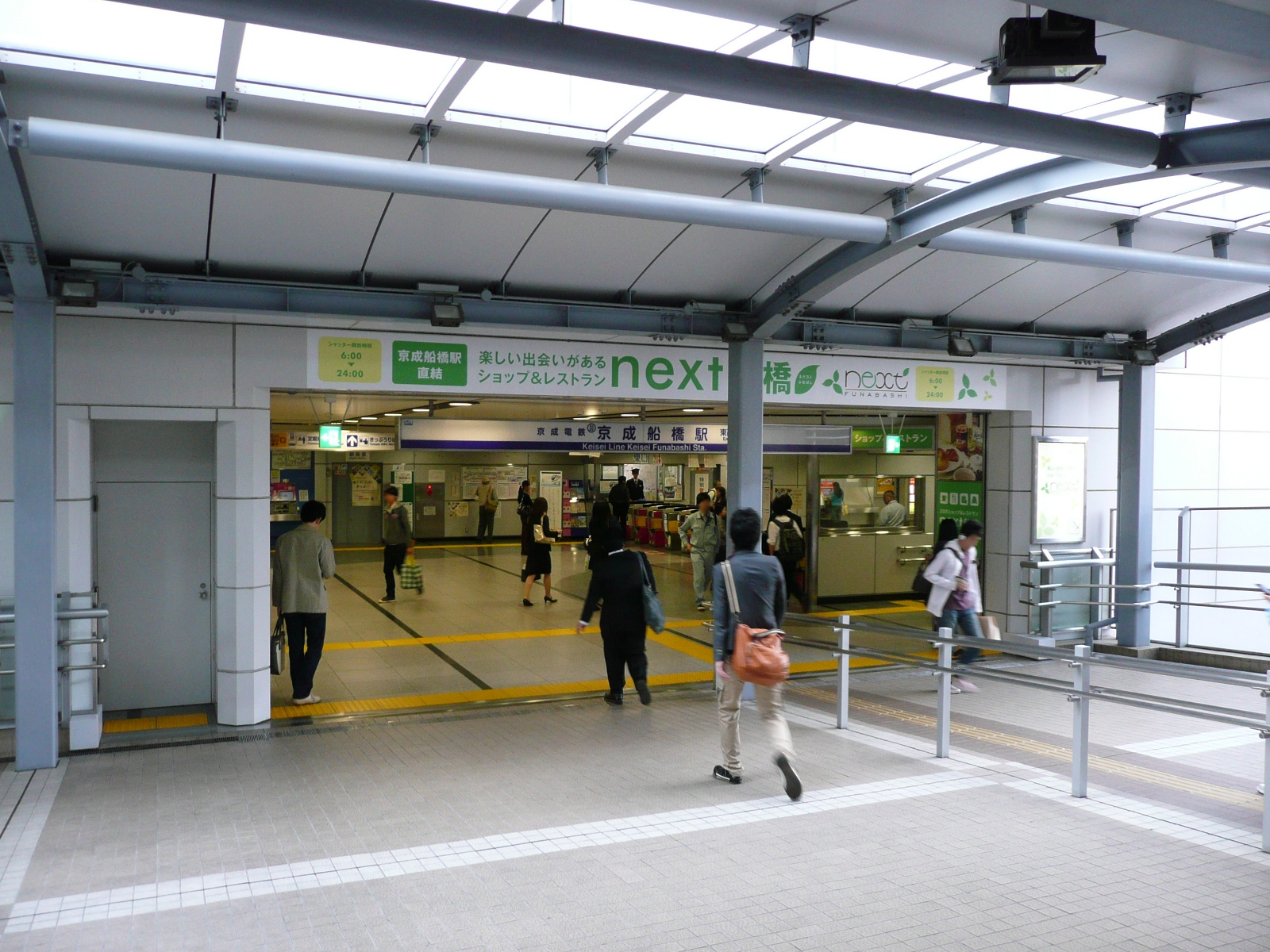
후나바시 페이스 빌딩과 직결되는 입구
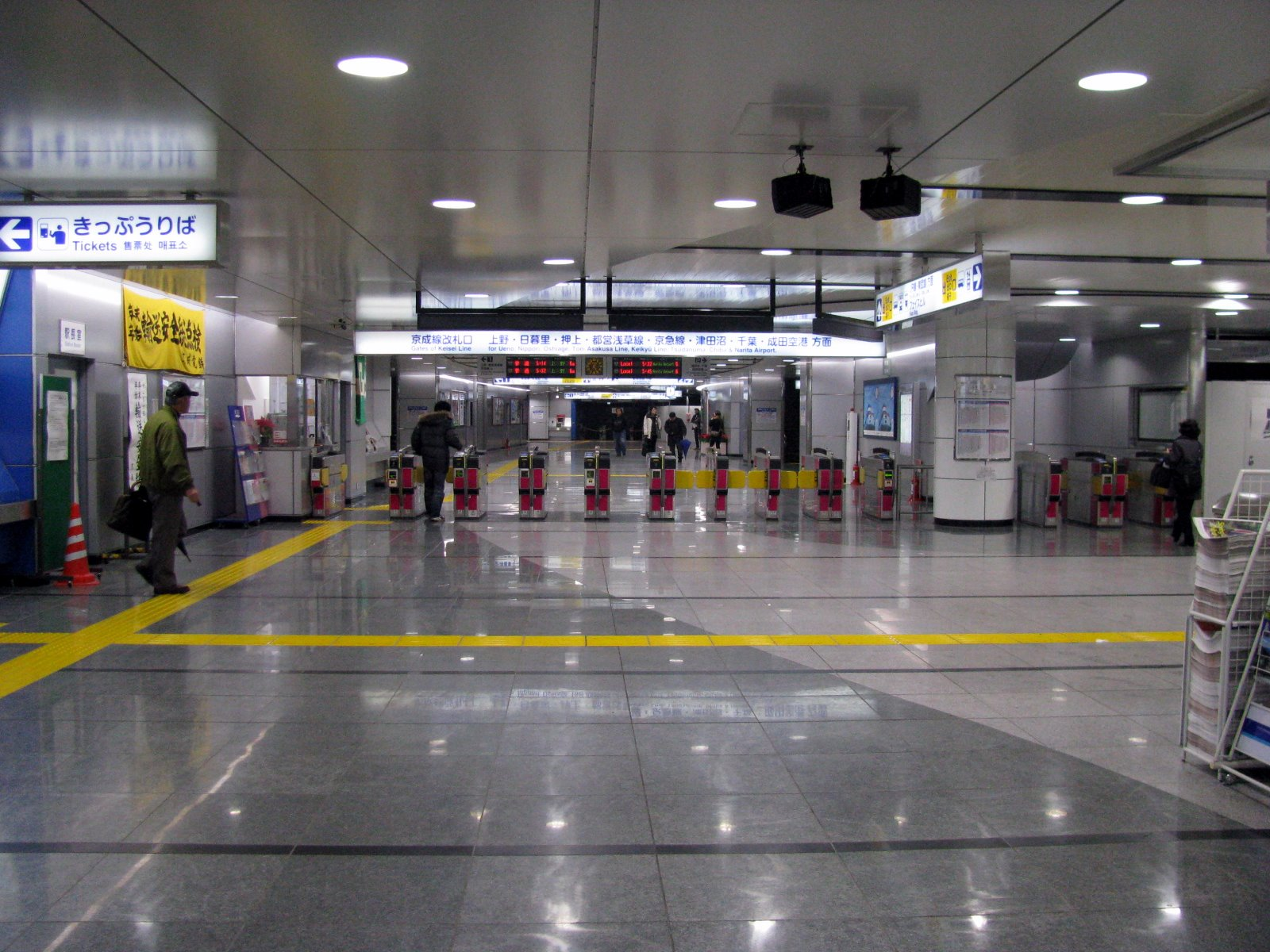
개찰구
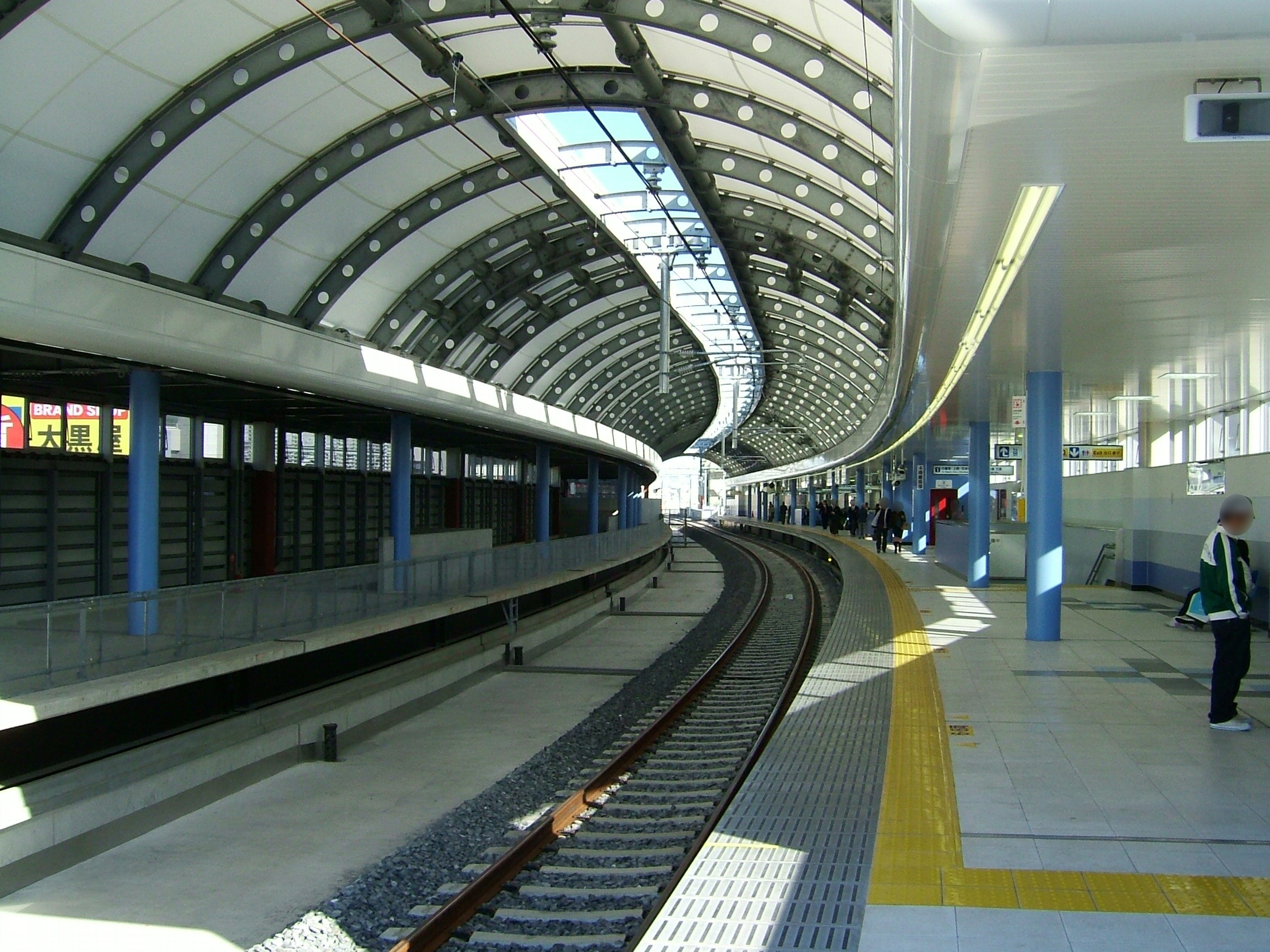
입체화 이전의 승강장
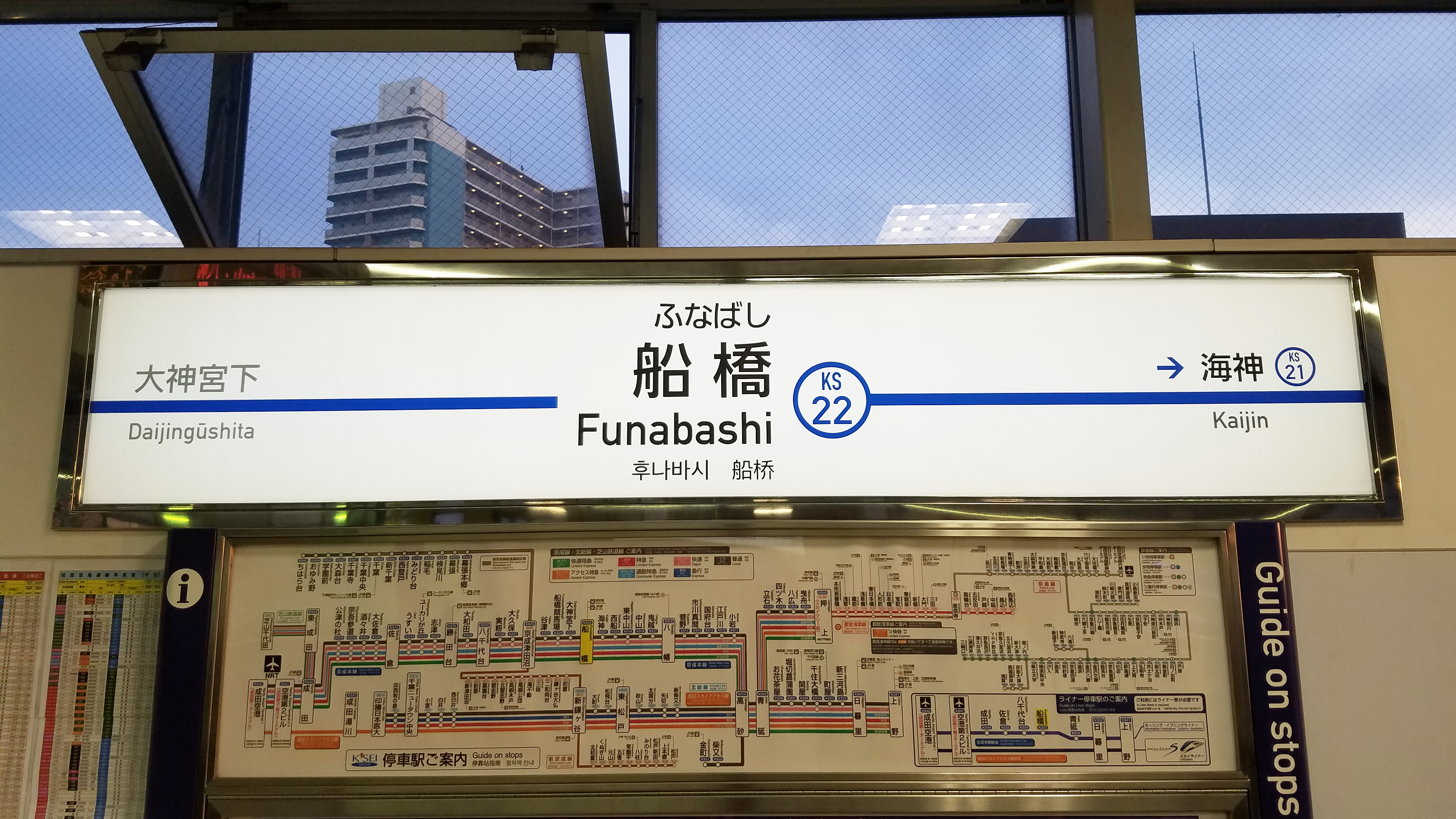
역명판

## 인접역
| 게이세이 전철 본선                      | 게이세이 전철 본선                                       | 게이세이 전철 본선                     |
| --------------------------------------- | -------------------------------------------------------- | -------------------------------------- |
| KS16 게이세이야와타 게이세이우에노 방면 | ■ 스카이라이너 정차역 ■ 쾌속특급 ・ ■ 특급 ・ ■ 통근특급 | 게이세이쓰다누마 KS26 나리타 공항 방면 |
| KS19 히가시나카야마 게이세이우에노 방면 | ■ 쾌속                                                   | 후나바시케이바조 KS24 나리타 공항 방면 |
| KS21 가이진 게이세이우에노 방면         | ■ 보통                                                   | 다이진구시타 KS23 나리타 공항 방면     |